# 몬스터 헌터 와일즈
《몬스터 헌터 와일즈》(Monster Hunter Wilds)는 캡콤이 개발하고 배급한 2025년 액션 롤플레잉 게임이다. 《몬스터 헌터》 시리즈 작품이자 2018년 《몬스터 헌터: 월드》의 후속작이다. 플레이스테이션 5, 엑스박스 시리즈 X/S 및 마이크로소프트 윈도우 플랫폼으로 2025년 2월 28일 출시됐다.
다른 몬스터 헌터 게임과 마찬가지로, 와일즈에서는 플레이어가 길드의 일원인 헌터를 조종하여 금지된 땅을 탐험한다. 이곳은 여러 생물 군계와 위험한 폭풍이 있는 거의 사람이 살 수 없는 지역이다. 탐험 중, 헌터는 그룹을 위협하는 대형 몬스터를 사냥하거나 포획하는 퀘스트를 받는다. 헌터는 승리하거나 필드에서 채집하여 자원을 모아 더 좋은 능력치를 가진 새로운 무기와 방어구를 합성하여 더 강한 몬스터와 싸울 수 있다. 플레이어는 전투에서 14가지 종류의 무기를 사용할 수 있으며, 각 무기마다 다른 전투 기술을 가지고 있다. 와일즈의 새로운 기능으로는 조류형 탈것인 세이크릿을 이용하여 필드에서 최대 두 가지 무기를 휴대하고 장비를 교체하는 능력, 게임의 오픈 월드 내에 팝업 캠프를 설치하여 더 원활한 사냥 경험을 제공하는 능력, 그리고 몬스터의 약점을 공격하여 더 많은 피해를 입힐 수 있는 상처 시스템이 있다. 이 게임은 싱글 플레이어로 플레이하거나 퀘스트 중에 최대 3명의 추가 플레이어와 온라인으로 플레이할 수 있다. 와일즈는 시리즈 최초로 모든 버전 간의 크로스 플랫폼 플레이를 지원한다.
출시 3일 만에 와일즈는 8백만 장 이상 판매되어 캡콤 역사상 가장 빠르게 팔린 게임이 되었다. 이 게임은 이야기와 오픈 월드 업데이트에 대한 강한 집중으로 전반적으로 긍정적인 평가를 받았지만, 게임의 기술적인 측면, 특히 Windows 버전에서는 비판을 받았다.

## 게임 플레이
전작과 유사하게, 와일즈는 3인칭 시점으로 플레이되는 액션 롤플레잉 비디오 게임이다. 와일즈에서 플레이어는 실종된 탐사대를 찾기 위해 몬스터로 가득한 "금지된 땅"으로 여행하는 자신만의 헌터 캐릭터 역할을 맡는다. 시리즈의 이전 게임과 마찬가지로, 플레이어의 헌터는 몬스터를 추적하고 싸우며, 그들을 포획하거나 죽여서 몬스터 부품 및 기타 자원 형태로 보상을 얻는다. 게임 세계에서 수집한 다른 자원과 함께, 플레이어는 새로운 방어구, 무기, 소모품 및 기타 장비를 제작하여 더 어려운 몬스터와 싸울 수 있다.
게임 세계는 여러 생물 군계를 특징으로 하며, 각 생물 군계는 플레이어가 자유롭게 탐험할 수 있는 거대한 오픈 월드이다. 와일즈에서 플레이어는 더 큰 세계와 헌터 마을 사이를 원활하게 이동할 수 있으며, 마을에서는 음식을 요리하고, 보급품을 보충하고, 새로운 장비를 제작할 수 있다. 퀘스트는 플레이어가 야생에서 목표물을 발견할 때마다 시작할 수 있다. 이 게임은 플레이어의 탐험을 돕고 현재 목표물로 안내하며, 전투 중에도 탈 수 있는 세이크릿이라는 종류의 탈것을 도입했다. 세이크릿을 통해 플레이어 캐릭터는 몬스터를 사냥하는 동안 두 가지 다른 무기를 휴대할 수 있지만, 방어구는 마을에서만 변경할 수 있다.
월드의 14가지 무기 유형이 모두 와일즈에 돌아왔지만, 새로운 움직임과 액션이 도입되었다. 슬링어도 새로운 기능과 함께 와일즈에 돌아왔으며, 플레이어가 멀리서 아이템을 잡고 환경 위험을 유발할 수 있다. 이 게임은 "집중 모드"를 특징으로 하며, 플레이어가 몬스터의 특정 신체 부위에 대한 표적 공격을 시작할 수 있게 한다. 몬스터의 상처는 추가 피해를 입히기 위해 더 활용될 수 있다. 게임 내 몬스터는 서로 상호 작용하며, 포식자는 먹이를 사냥하고 특정 몬스터는 스스로를 더 잘 보호하기 위해 무리 행동을 보인다. 날씨 및 시간과 같은 환경 요인은 몬스터 행동에 영향을 미치며, 특정 종은 특정 조건에서만 나타난다.
이 게임은 4인 협동 멀티플레이어를 지원하며, 솔로 플레이를 선호하는 플레이어는 인공지능이 제어하는 3명의 지원 헌터의 도움을 받을 수 있다. 월드와 마찬가지로, 플레이어는 사냥 도중에 라이브 또는 컴퓨터 제어 동맹을 불러오기 위해 SOS 플레어를 발사할 수 있다.
시리즈 최초로 이 게임은 콘솔 및 컴퓨터 버전 간의 크로스 플랫폼 플레이를 지원하여, 서로 다른 게임 시스템의 플레이어가 함께 사냥할 수 있게 한다. 이 게임에는 거미 공포증이 있는 플레이어를 위한 옵션이 포함되어 있는데, 거미와 유사한 생명체 모델을 무정형 덩어리로 대체하지만, 이는 네르스킬라와 같은 대형 몬스터에는 적용되지 않는다.

## 줄거리
전직 헌터 파비우스가 이끄는 탐험가 그룹은 황무지에서 나타라는 소년을 발견한다. 나타는 2천년 이상 고립되어 사람이 살지 않는 것으로 추정되었던 올드 월드의 거칠고 미개척 지역인 금지된 땅 출신이라고 주장한다. 나타는 자신의 민족인 수호자들이 이전에 멸종된 것으로 생각되었던 "하얀 망령"이라는 몬스터의 공격을 받았다고 주장한다. 파비우스는 최근 승진한 헌터와 그들의 팔리코를 소환하여 하얀 망령을 조사하고 나타를 그의 집으로 호위하도록 한다. 수호자들에 대한 정보가 전혀 없음에도 불구하고 말이다. 헌터, 팔리코, 나타는 길드 핸들러인 알마와 대장장이인 젬마와 합류하여 아비스 유닛을 형성한다. 또한 탐험에는 아스트룸 유닛도 참여하는데, 베테랑 헌터인 올리비아, 올리비아의 팔리코인 아토스, 식물학자 에릭, 길드 엔지니어인 베르너가 그들이다.
길드는 점차 금지된 땅을 탐험하며, 공격적인 몬스터와 비정상적인 날씨 조건에 맞서 원주민들을 찾아 돕는다. 여행 중에 그들은 하얀 망령과 여러 번 조우하는데, 이 몬스터는 사슬 같은 부속지를 가진 알비노 와이번으로 다른 최상위 포식자의 생명 에너지를 흡수하여 죽이는 것으로 드러난다.
길드는 결국 이 땅이 와이번 밀크 또는 "와일크"로 알려진 흰색 결정 물질이 새어나오는 손상된 신비로운 구조물인 랜드스파인으로 연결되어 있다는 것을 발견하며, 이 모든 것이 각 생물 군계의 날씨 조건과 관련이 있는 것으로 보인다. 랜드스파인은 그들을 고대 문명의 옛 수도인 와이번리아의 폐허로 이끌고, 그곳에서 나타는 수호자들과 재회한다. 그곳에서 그들은 와이번리아가 드래곤토치라는 강력한 무한 에너지원을 만들었으며, 이는 랜드스파인을 통해 땅 전체에 분배되었고, 와이번리아를 방어하기 위한 인공 몬스터인 수호 몬스터들도 만들었다는 것을 알게 된다. 아크벨드라고 알려진 하얀 망령 또한 수호자이지만, 다른 몬스터들의 특성을 흡수하여 통제 불능이 되었고, 이제는 지역 동물들을 공격하고 생태계를 위협한다. 헌터는 수호자 아크벨드를 죽여야만 한다. 그룹은 결국 폐허에서 드래곤토치를 찾지만, 드래곤토치에서 직접 에너지를 흡수하는 용과 같은 수호자 조 시아를 발견한다. 조 시아는 와이번리아의 비밀 병기였으며, 알려지지 않은 위협으로부터 제국을 방어하기 위해 만들어졌지만, 그들을 배신하여 문명 멸망의 원인이 되었다.
수호자들과 와이번의 현자인 올하켄과 상의한 후, 아비스 유닛은 조 시아와 대면하고, 헌터는 생태계를 보호하기 위해 조 시아를 죽인다. 그 후, 나타는 견습 헌터가 되고, 아비스 유닛은 나중에 아크벨드 알을 발견하여 종이 다시 태어났음을 보여준다.
아비스 유닛이 금지된 땅을 계속 연구하면서, 그들은 몬스터 헌터 4에 소개된 광룡 바이러스를 지닌 고어 마가라가 이 땅에 도착하여 다른 몬스터들에게 바이러스를 퍼뜨려 그들을 광폭하게 만들고 있다는 것을 곧 발견한다. 아비스 유닛은 지역의 다른 몬스터들과 함께 광룡 바이러스의 확산을 막는 임무를 맡는다. 고어 마가라는 드래곤토치에도 감염될 수 있으며, 이는 유물이 실제로 살아있는 존재임을 보여준다. 바이러스는 기후를 불안정하게 만들고 모든 생물 군계의 최상위 포식자를 미치게 만든다. 헌터는 파비우스가 고어 마가라를 죽이는 것을 돕는다. 베르너와 에릭은 드래곤토치를 치료하지만, 아크벨드가 감염되는 것을 막기에는 너무 늦는다. 아크벨드가 여러 몬스터를 학살하는 것을 본 후, 나타는 헌터에게 아크벨드를 죽여달라고 애원하고, 이는 종을 다시 멸종시킬 수도 있었다. 그렇게 한 후, 헌터는 새로운 아크벨드가 죽기 전에 알을 낳을 시간이 있었을 수도 있다고 제안하고, 나타와 함께 알을 찾기로 동의한다.
나중에 조 시아가 신비롭게 돌아온 것으로 밝혀진다. 헌터는 다시 한번 조 시아를 죽이기 위해 파견되고, 그 후 길드는 조 시아가 적절한 에너지원이 있다면 파편에서조차 완전히 부활할 수 있다고 이론화한다. 길드는 드래곤토치를 끄는 것이 조 시아의 귀환을 막을 것이지만, 지역에 더 많은 문제를 야기할 것이라고 결정한다. 대신 헌터는 조 시아의 둥지를 지키고 몬스터가 돌아올 때마다 죽이는 임무를 맡으며, 길드는 계속해서 드래곤토치를 연구한다.

## 개발
와일즈는 캡콤이 자체 RE 엔진을 사용하여 개발했다. 몬스터 헌터: 월드 이후 대규모 플레이어 유입에 따라, 아트 디렉터 후지오카 카나메에 따르면, 개발자들은 와일즈에 예상되는 더 넓은 범위의 플레이어를 만족시키기 위해 포함할 기능이 무엇인지 결정하기 위해 연구 개발에 더 많은 시간을 보냈다. 2024년까지 와일즈는 최소 5~6년간 개발 중이었다.
개발팀은 게임 내에서 사실적인 생태계와 자연 환경을 시뮬레이션하기 위해 노력했다. 게임의 디렉터인 토쿠다 유야에 따르면, 플레이어는 게임 내 생명체가 생명 주기를 살아가는 것을 관찰하고, 몬스터들이 서로 어떻게 상호작용하는지 지켜볼 수 있다. 몬스터는 지도상의 한 위치에 머무르지 않고 자유롭게 이동한다. 포식자는 먹이를 쫓고, 세계의 상태는 지속적이다. 플레이어는 변화하는 환경을 유리하게 이용할 수 있지만, 게임을 종료하거나 정착지로 돌아가더라도 행동의 효과는 되돌릴 수 없다. 팀은 또한 이전 게임의 "원정" 모델에서 벗어나 플레이어가 게임의 다양한 게임 플레이 시스템과 상호 작용하도록 장려하기 위해 더 크고 원활한 세계를 도입하기로 결정했다. 몰입감을 더욱 높이기 위해 플레이어가 조종하는 캐릭터와 고양이 동반자(팔리코로 알려짐)는 완전한 음성 지원이 된다. 팀은 월드와 라이즈 플레이어들의 피드백을 듣고, 플레이어가 목표물로 자동 안내하는 탈것을 도입하여 탐험을 더 쉽게 만들기로 결정했다.
몬스터 헌터 와일즈는 2023년 12월 더 게임 어워드에서 발표되었다. 이 게임은 2025년 2월 28일 Windows PC, 플레이스테이션 5, 엑스박스 시리즈 X/S로 출시되었으며, 모든 출시 플랫폼에서 동시 출시된 시리즈 최초의 게임이다. 이 게임은 2024년 게임스컴 쇼에서 공개 시연되었으며, 참가자들이 선정한 최상급, 최고 엔터테이닝, 베스트 플레이스테이션 게임, 베스트 트레일러 등 4개 쇼 상을 수상했다.
다운로드 가능 콘텐츠는 이 타이틀을 위해 계획되어 있지만, 츠지모토에 따르면, 이들은 레이어드 아머와 같은 외형 아이템으로만 남아 있을 것이며, "페이 투 윈 아이템"은 아닐 것이라고 한다. 이전 몬스터 헌터 게임과 마찬가지로, '타이틀 업데이트'로 불리는 무료 콘텐츠 업데이트는 향후 무료로 출시될 예정이며, 첫 번째 업데이트는 2025년 4월에 출시되고, 추가 업데이트도 계획되어 있다. 이러한 업데이트는 새로운 몬스터와 관련 장비를 추가하고, 새로운 퀘스트와 이벤트를 추가하며, 다른 헌터와 온라인으로 상호 작용할 수 있는 멀티플레이어 그랜드 허브 및 도전 아레나 퀘스트 추가와 같이 게임을 확장한다. 기간 한정 시즌 이벤트는 이벤트와 관련된 새로운 장비를 얻기 위한 추가 특별 퀘스트를 제공한다. 과거 몬스터 헌터 게임과 마찬가지로, 다른 캡콤 IP와의 기간 한정 콜라보레이션도 도입되었으며, 2025년 5월 이벤트 중 스트리트 파이터 6부터 시작되었다.
2024년 10월 26일에 시작된 몬스터 헌터 와일즈의 오픈 베타는 Steam에서 46만 명 이상의 동시 접속자를 기록하며, 일부 기술적 문제에도 불구하고 플레이어들의 상당한 관심을 보여주었다. 이 게임은 2024년 11월 더 게임 어워드에서 가장 기대되는 게임 부문에 후보로 지명되었다.

## 평가

### 비판적 반응
몬스터 헌터 와일즈는 비평가들로부터 매우 긍정적인 평가를 받았다. 리뷰 종합 사이트인 메타크리틱에 따르면, 플레이스테이션 5 및 마이크로소프트 윈도우 버전의 게임은 각각 104개와 45개의 비평가 리뷰를 기반으로 "전반적으로 호의적인" 평가를 받았으며, 엑스박스 시리즈 X 버전은 14개의 비평가 리뷰를 기반으로 "만장일치 찬사"를 받았다. 오픈크리틱은 비평가의 95%가 이 게임을 추천했다고 판단했다. 일본에서는 패미통의 네 명의 비평가가 이 게임에 40점 만점에 39점을 주었으며, 세 명의 비평가는 만점인 10점을 주었다.
평론가들은 와일즈에서 인지된 난이도 감소에 대해 엇갈린 반응을 보였다. IGN의 톰 마크스는 이 게임을 "실제 도전이 거의 없는" 게임이라고 묘사하며, 몬스터 헌터 월드의 기본 게임에서 훨씬 더 어려웠던 경험과 비교하여 "수십 시간 동안 총 두 번만 쓰러졌다"고 말했다. 그러나 마크스는 "더 쉬워진 전환이 아마 더 많은 사람들을 끌어들일 것"이라고 언급했다. 하트는 게임의 캠페인을 "쉽지만 지루하지는 않다"고 언급했다. 유로게이머의 맷 웨일스 또한 자신이 시리즈 베테랑임에도 불구하고 "40시간이 지났는데도 퀘스트에 실패한 적이 없다"고 언급하며, 게임의 "공격적인 간소화"가 "시리즈의 독특한 개성을 앗아가는 것"이 아닌지 고민했다. 에지는 게임의 간소화로 인해 크레딧 이후 게임플레이가 시리즈의 다른 게임만큼 "자체 지속적인 추진력"을 가지지 못한다고 비판했다.
많은 평론가들은 와일즈가 스토리와 서사에 더 중점을 두었다는 점을 긍정적으로 평가했다. 디스트럭토이드의 크리스티나 에바네즈(게임에 9.5점 만점에 9.5점을 주었다)는 나타의 이야기를 "매혹적"이라고 언급했으며, 게임 인포머의 찰스 하트(게임에 8.75점 만점에 8.75점을 주었다)는 "즐겁게 놀랐다"고 말하며 스토리가 "캠페인 내내 나를 몰입하게 만들었다"고 말했다. 반면에 웨일스는 "스토리 캠페인은 20시간을 보내기에 완전히 나쁜 방법은 아니다"라고 말했지만, 전반적으로 많은 수의 컷신에 대해 불평했다.
출시 당시 이 게임은 Steam 사용자들로부터 엇갈린 평가를 받았으며, 플레이어들은 고급 PC에서도 와일즈의 성능, 그래픽 및 프레임 레이트에 영향을 미치는 수많은 기술적 문제를 보고했다. 2025년 7월까지 Steam의 Windows 버전 와일즈에 대한 사용자 리뷰는 계속 하락하여 "압도적으로 부정적"에 도달했다. 이러한 리뷰 중 일부는 와일즈의 콘텐츠 부족을 기반으로 했지만, 대부분의 부정적인 리뷰는 출시 이후 게임의 저조한 성능에 대한 우려였다. 도쿠다는 출시 당시 이러한 문제를 인지하고 있었다고 말했으며, 타이틀 업데이트 1과 2는 모두 Windows에서의 게임 성능을 개선하는 것을 목표로 했지만, 사용자들은 여전히 많은 문제를 보고하며 게임에 대한 부정적인 리뷰를 계속 유도했고, 플레이어들은 몬스터 헌터 월드로 돌아가게 만들었다.

### 판매
몬스터 헌터 와일즈는 출시 3일 만에 800만 장 이상 판매되어 캡콤 역사상 가장 빠르게 팔린 게임이 되었다. 캡콤은 이러한 성공이 전 세계 넓은 시청자층에게 게임을 광고하고 출시 전에 온라인 베타 테스트를 진행했기 때문이라고 밝혔다. 2025년 3월 말까지 1천만 장 판매를 달성했다.
일본에서 와일즈는 모든 플레이스테이션 5 타이틀 중 가장 큰 물리 판매량 기록을 세웠으며, 첫 주에 601,179장이 판매되었다.
출시 당일, 스팀에서 130만 명 이상의 동시 접속자가 와일즈를 플레이했으며, 이는 캡콤 게임 중 스팀 최고 동시 접속자 수이자 스팀 전체 게임 중 역대 6번째로 높은 수치이다. 다음 날, 이 게임은 스팀에서 138만 명 이상의 동시 접속자 수를 기록하여, 이 지표로 역대 5번째로 높은 게임이 되었다.